# Un bon Indien est un Indien mort
« Un bon Indien est un Indien mort » est la traduction d'un aphorisme américain attribué au général Philip Sheridan (1831-1888). La formule est considérée comme un propos raciste, une incitation à la haine, et une illustration emblématique de l'entreprise de déshumanisation dont ont été victimes les Autochtones d'Amérique de la part des Américains blancs. Au fil du temps, la phrase a été adaptée à différents contextes militaires, et « Indien » remplacé par tel ou tel autre groupe ennemi que le locuteur souhaite anathématiser.

## Auteur supposé de la phrase

Tosawi photographié par W. S. Soule.

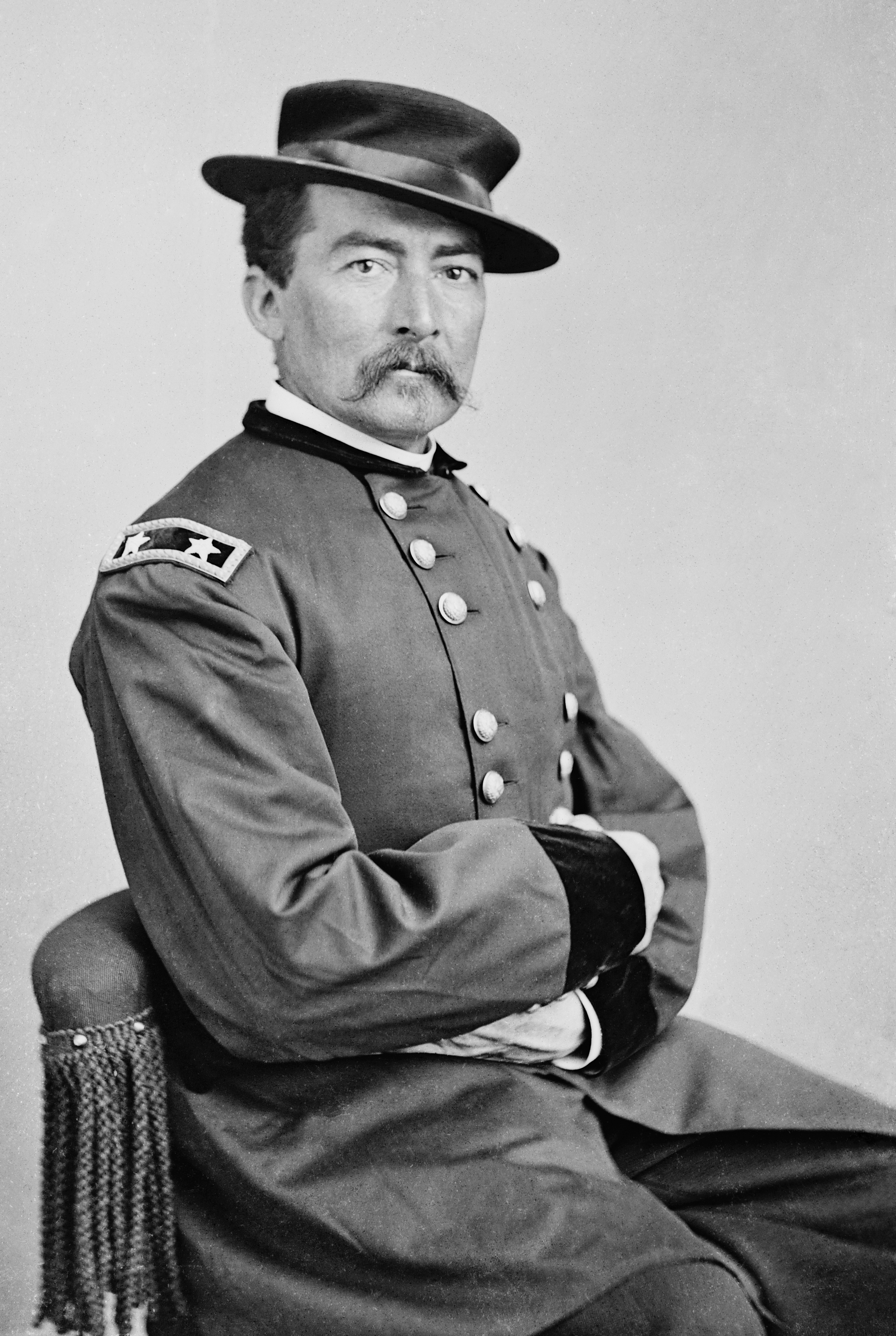
Photographie de Philip Sheridan.

Philip Sheridan aurait prononcé cette phrase dans un échange avec le chef comanche Tosawi en 1869. Comme Tosawi, rendant les armes à Fort Cobb en Territoire indien (dans l'actuel Oklahoma) à la suite d'une sanglante campagne menée par le général américain, lui aurait dit, dans l'espoir d'être épargné : « Tosawi est un bon Indien » (« Tosawi, good Indian »), Philip Sheridan aurait répondu « Les seuls bons Indiens que j’ai jamais vus étaient morts » (« The only good Indians I ever saw were dead »). Cette réponse fut par la suite transmise sous la forme d'un adage, « Un bon Indien est un Indien mort ».
La phrase figure depuis le XIXe siècle dans des recueils de dictons et de citations aux États-Unis.
En 1970 l'historien Dee Brown, dans Enterre mon cœur à Wounded Knee (Bury My Heart at Wounded Knee), relate le dialogue avec le chef Tosawi comme un fait authentique, attribuant ainsi la paternité de l'aphorisme à Philip Sheridan. En réalité la phrase serait apocryphe. Dee Brown représente par ailleurs Sheridan comme un homme de guerre raciste, cruel, impitoyable envers les Autochtones d'Amérique. Philip Sheridan était, de fait, un partisan de l'usage de la violence dans le but de refouler les indigènes et les contraindre à demeurer dans des réserves.
Sheridan est un Américain d'origine irlandaise. Après avoir combattu dans l' Union Army pendant la guerre de Sécession (1861-1865), il a commandé l'armée américaine en 1869 lors de la campagne qui visait à soumettre le groupe ethnique autochtone Kiowa.

## Phrase emblématique
La phrase fait écho à des discours authentiques répandus à la même époque. Ainsi le 28 mai 1868, devant la Chambre des représentants des États-Unis, le représentant du Minnesota James Michael Cavanaugh (1823-1879) prononce des propos très similaires : « Je n’ai jamais vu de ma vie un bon Indien (et j’en ai vu des milliers), sauf lorsque j’ai vu un Indien mort. […] Je crois à la politique qui extermine les Indiens, les pousse hors des frontières de la civilisation, parce qu’on ne peut pas les civiliser. ».
Les discours haineux à l'égard des indigènes américains étaient communément acceptés, comme le montre celui prononcé en janvier 1886 par une personnalité plus éminente encore, Theodore Roosevelt (1858-1919), futur président des États-Unis : « Je ne vais pas jusqu’à penser que les seuls bons Indiens sont les Indiens morts, mais je crois que neuf sur dix le sont, et je ne voudrais pas enquêter de trop près sur le cas du dixième. Le cow-boy le plus vicieux a plus de principes moraux que l’Indien moyen. […] Les Indiens sont […] imprudents, vindicatifs, diaboliquement cruels. Ils volent et tuent, non pas les cow-boys, qui peuvent riposter, mais les colons solitaires et sans défense qui vivent au milieu des troupeaux. » Le fait que ce discours a été tenu à New York — sur la côte Est — par une figure politique respectée suggère que la population blanche en général tolérait ce type d'expression.

## Racisme à l'encontre des indigènes américains
La phrase prêtée à Phlip Sheridan fait partie d'un vaste corpus de locutions populaires racistes américaines qui traduisent la déshumanisation des Autochtones par les Blancs, comme « Les Indiens seront des Indiens » (« Indians will be Indians », 1766), signifiant qu'il est impossible de les « civiliser » ; « Un Indien, une perdrix et un épicéa ne peuvent pas être apprivoisés » (« An Indian, a partridge, and a spruce tree can't be tamed », 1853) ; « jouer les Indiens » (« to play Indian », « ne montrer aucune émotion », 1840) ; « voir des Indiens » (« to see Indians », « délirer », 1850) ; « devenir indien » (« to turn Indian », « retourner vers un état primitif », 1862) ; « être un Indien ordinaire » (« to be a regular Indian », « être constamment ivre », 1925), etc..
Dans l'introduction de The Only Good Indian: Essays by Canadian Indians (Le seul bon Indien), l'écrivain anishinaabe de la Première Nation de Wasauksing, Waubgeshig Rice (en), considère en 1970 que l'adage, un siècle plus tard, conserve une part de validité : « Oui, le seul bon Indien est toujours mort. Pas mort physiquement, mais spirituellement, mentalement, économiquement et socialement mort. »

## Postérité
L'aphorisme est reproduit à l'identique  en 1944, dans le film Buffalo Bill de William Wellman - un western qui comme beaucoup d'autres, perpétuait les stéréotypes du mauvais « Indien » et du bon colon.
La forme « Un bon X est un X mort » a été transposée pour exprimer la détestation à l'égard d'autres groupes que les indigènes américains, parmi lesquels, aux Etats-Unis, les Afro-Américains. Ainsi un roman de J. L. Carr, The Man with Batea Breath (1930), témoigne de la diffusion d'une telle« adaptation », à l'occasion de l'évocation d'un domestique noir : « C'est l'un des domestiques. Très honnête, si l’on fait abstraction du dicton des habitants de Paris dans le Texas (habitants des États du Sud) selon lequel le seul bon nègre est un nègre mort ».
Les Japonais ayant été les ennemis des Etats-Unis au cours de la Seconde Guerre mondiale, le romancier Richard Butler rend compte de la variante « Le seul bon Jap est un Jap mort », qui  apparaît dans A Blood-Red Sun at'Noon (1980).